# Mormolyca schlimii
Mormolyca schlimii là một loài thực vật có hoa trong họ Lan. Loài này được (Linden & Rchb.f.) M.A.Blanco mô tả khoa học đầu tiên năm 2007.